# Promis Electro-Optics
Promis Electro-Optics (PEO) levert innovatieve technische producten, software en projecten in de EU en BeNeLux en is gevestigd in Wijchen. Het bedrijf bestaat uit vier kerndivisies:
- PEO Photonics
- PEO Detection
- PEO Medical
- PEO Support

Het bedrijf handelt in specifieke onderdelen, producten of detectiemiddelen voor processen waarin elektro-optiek of ioniserende straling onderdeel vormen. Het bedrijf telt vijftien medewerkers en vertegenwoordigt wereldwijd meer dan 35 fabrikanten van elektro-optische en stralingstechnologieproducten.

## Bedrijfsonderdelen
Promis Electro-Optics B.V. is onderverdeeld in PEO Electro Optics en PEO Radiation Technology. Belangrijke producten bij PEO Electro Optics zijn vooral de positiegevoelige detectoren (PSD), infrarooddetectoren, ultravioletdetectoren, siliciumdetectoren en absoluutkleurdetectoren. Deze producten vallen onder IOP Photonic Devices en zijn voor veel Europese branches 'enablers' van hun eindproducten. Bij Radiation Technology zijn dat onder andere Geiger-Müller-buizen, stralingsmonitors, stralingsdetectoren en -systemen.

## Korte geschiedenis
- 1933 Intechmij B.V. opgericht aan de Nieuwe Parklaan 55 te Den Haag. (Internationale Technische en Chemische Handelsmaatschappij). Voornamelijk actief op het gebied van elektrotechnische onderdelen, materialen en vacuümtechniek
- 1967 Overname door het beursgenoteerde Koninklijke Landré & Glinderderman N.V.
- 1976 Start afdeling Electro Optiek en Stralingstechnologie
- 1986 Verhuizing naar Diemen (Amsterdam)
- 1991 Naamsverandering in Landré Intechmij B.V.
- 1994 Verhuizing naar Vianen
- 2000 Overname door Geveke en verhuizing naar 's-Hertogenbosch
- 2002 Promis Electro-Optics (PEO) start in Wijchen als onafhankelijke handelsonderneming verbonden aan Promis B.V. via managementbuy-out van de Electro Optiek en Stralingstechnologie afdeling van Landré Intechmij / Geveke Industrial
- 2003 Overname Radiation Technology bedrijfsactiviteiten van Frantec B.V. na overlijden van oprichter Frank van Doorne, start van de business unit PEO Radiation Technology
- 2005 Verhuizing naar Wijchen
- 2007 Start vestiging PEO Radiation Technology BVBA in Hoogstraten (BE)